# Matthew Hudson-Smith
Matthew Hudson-Smith, född 26 oktober 1994, är en brittisk friidrottare som tävlar i kortdistans.

## Karriär
Matthew Hudson-Smith tog silver på 400 meter vid världsmästerskapen i friidrott 2023. 2018 och 2022 tog han guld på samma distans vid europamästerskapen i friidrott. Vid OS 2024 tog han silver på 400 meter och ingick i det brittiska stafettlaget som tog brons på 4 x 400 meter.